# Луал, Атак
Атак Луал Вол Тонг (англ. Atak Lual Wol Tong, род. 1 января 1990, 11 апреля 1990 или 11 сентября 1983, Авейль) — суданский и южносуданский футболист, полузащитник. Выступает за суданский «Аль-Ахли» из Хартума и сборную Южного Судана.

## Биография
Атак Луал родился 11 апреля (по другим данным, 1 января) 1990 года в суданском городе Авейль (сейчас в Южном Судане).
Играет в футбол на позиции полузащитника.

### Клубная карьера
Начал карьеру в 2009 году в суданском «Аль-Мергани» из Кассалы. В 2012 году перебрался в «Аль-Рабиту» из Кости.
В 2014—2017 годах защищал цвета «Аль-Ахли» из Шенди, в составе которого в сезоне-2017 завоевал Кубок Судана.
В 2018 году выступал за «Хай Аль-Вади», в 2018—2019 годах — за «Аль-Ахли» из Хартума, в 2019—2020 годах — за «Эль-Хиляль» из Эль-Обейда. В 2020 году вернулся в хартумский «Аль-Ахли».

### Международная карьера
С 2014 года выступает за сборную Южного Судана. Дебютный матч провёл 18 мая 2014 года в Мапуту против сборной Мозамбика (0:5).
В 2017 году участвовал в CECAFA Cup, провёл 2 матча, забил 1 гол в ворота сборной Уганды.
Всего провёл за сборную 13 матчей, забил 3 мяча.

## Достижения
Аль-Ахли (Шехди)
- Обладатель Кубка Судана (1): 2017.